# Francisco José Antón i Lledó
Francisco José Antón i Lledó (Alacant, 2 de juliol de 1967) és un exfutbolista valencià, que ocupava la posició de defensa.

## Trajectòria esportiva
Va debutar a primera divisió amb l'Hèrcules CF a la temporada 84/85, en la jornada en la qual els futbolistes professionals van fer vaga i els equips van alinear als filials i juvenils.
Antón no va retornar a la màxima categoria fins a la campanya 92/93 a les files del CD Logroñés. Anteriorment, havia formar part del segon equip del Reial Madrid, però sense donar el salt al primer. Amb el conjunt riojà, l'alacantí va ser titular tres temporades.
Regressa a l'Hèrcules CF a l'estiu de 1995. Aconsegueix l'ascens a Primera amb els herculans, però tornen de nou a Segona. L'aportació d'Antón aniria minvant any rere any, fins a la seua sortida el 1998.